# Francisco Gianotti
Francesco Terenzio Gianotti (Lanzo, Italia, 4 de abril de 1881 - Buenos Aires, Argentina, 13 de febrero de 1967) fue un importante y prolífico arquitecto nacido en Italia y nacionalizado argentino. Fue un representante del estilo del art nouveau, realizando obras arquitectónicas en varias ciudades de Argentina. Entre sus obras destacadas se incluye la Galería Güemes y la Confitería del Molino en Buenos Aires y el Mercado San Miguel y el Pabellón Centenario en Salta. 
Hacia el final de su carrera se identificó con el racionalismo.

## Vida
Nació en el pueblo de Lanzo, cercano a Turín, en 1881, hijo de Bernardina Monaco y Luiggi Gianotti. Estudió y se graduó en la Academia de Bellas Artes de Turín con Alfredo Melani como maestro, y realizó posgrados junto a su hermano Juan Bautista Gianotti, en Bruselas (1905)(Bélgica). Allí tomó contacto con los conceptos y estilos antiacademicistas de belgas como Victor Horta y Henri van de Velde. Su primer gran trabajo fue el diseño de distintos pabellones para la Exposición Internacional de Milán de 1906.
En 1909 viajó y se instaló en Buenos Aires (Argentina), trabajando como dibujante para el estudio de Arturo Prins y Oscar Ranzenhofer. Luego de armar el Pabellón de Italia proyectado por Gaetano Moretti para la Exposición Internacional del Centenario (1910) junto a su compatriota Mario Palanti, regresó por un tiempo a Italia.
En 1911 volvió a la capital argentina e instaló su estudio en la calle Paraná 972 ya independizado y con un gran proyecto aprobado, el de la Galería Güemes. Luego de realizar sus dos obras más recordadas (la Güemes y la Confitería del Molino), se casó en 1919 con Amelia Vercesi, con la cual tendría tres hijos, Aníbal, Pedro y Juan Francisco. Algunas de sus obras fueron diseñadas en colaboración con el arquitecto José J. Barboni. Trabajó no sólo en Buenos Aires, sino en varias ciudades argentinas.
En las siguientes décadas, se destacan en su vida el haber ganado el Primer Premio en el concurso de anteproyectos para el Monumento Nacional a la Bandera en Rosario en 1928; y comenzado la explotación de una cantera de mármol en Córdoba, en 1942.

## Obras destacadas
- Edificio de viviendas, propiedad de la sucesión de Esteban Devoto, Marcelo T. de Alvear 1449. (1912)
- Mercado Central en Salta. (1914)
- Edificio de viviendas, propiedad del Dr. Federico Pinedo, en Carlos Pellegrini y Arroyo. (1914)
- Galería General Güemes, Florida 165/171. (1915)
- Confitería del Molino, Avenida Rivadavia y Avenida Callao. (1916)
- Pabellón Circus, Corrientes 480/496. (1917, DEMOLIDO)
- Residencia Dellepiane, Gaspar Campos 861, Vicente López (provincia de Buenos Aires). (1917)
- Confitería La París, Libertad y Marcelo T. de Alvear. (1918, DEMOLIDA)
- Hostería "Parque de los Lagos" (actual Museo de Ciencias Naturales) en Salta.
- Chalet Usandivaras, Belgrano esquina pasaje Castro, en Salta.
- Residencia Brach, Posadas 1064. (1923)
- Edificio de oficinas propiedad de Ana Ortiz Basualdo de Olazábal, Avenida Presidente Roque Sáenz Peña 647/651. (1925)
- Edificio de viviendas propiedad de María Testi, Av. Corrientes 914/932. (1926)
- Edificio de oficinas propiedad de Felisa Ortiz Basualdo de Alvear, Av. Pres. Roque Sáenz Peña 622. (1926)
- Edificio "Andes" propiedad de Arnaldo Arabehety, Av. Corrientes 1300. (1926)
- Palacio Italia América, propiedad de la Compañía  de Navegación Italia-América, Av. Roque Sáenz Peña 660
- Remodelación de la Estancia de Samuel Ortiz Basualdo en Las Armas (provincia de Buenos Aires). (1930)
- Edificio de viviendas, de su propiedad, Avenida Almirante Brown esquina Pinzón. (1931)
- Edificio Shaffhausen, Reconquista 336/356. (1932)
- Remodelación del Gran Hotel Plaza en Mendoza. (1933)
- Edificio de viviendas, propiedad de Miguel Carrizo, Juncal y Esmeralda. (1936)
- Edificio de viviendas, de su propiedad, Avenida del Libertador 5176/5182. (1946)
- Mercado Monroe, Monroe esquina 11 de Septiembre. (1940)
- Edificio Vázquez Italia, Bogotá esquina Bolivia. (1955)
- Entre 1953 y 1954 amplía el local del Banco Supervielle en la Galería Güemes.[2]
- Última obra, en colaboración con su hijo Luis Pedro: edificio en Arenales 2080 (1959).[2]

También realizó un proyecto para una iglesia ortodoxa griega en el barrio de Belgrano, que no se construyó.

### Galería de imágenes

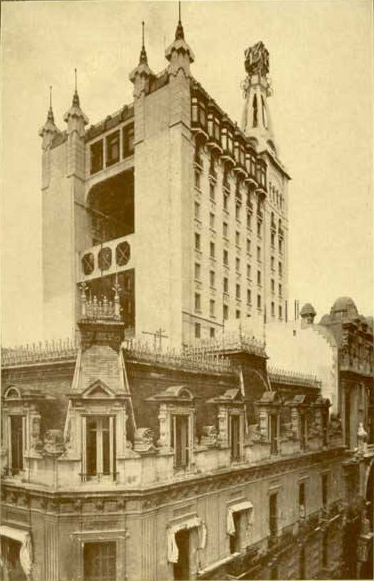
La Galería Güemes durante su edificación en el año 1916.
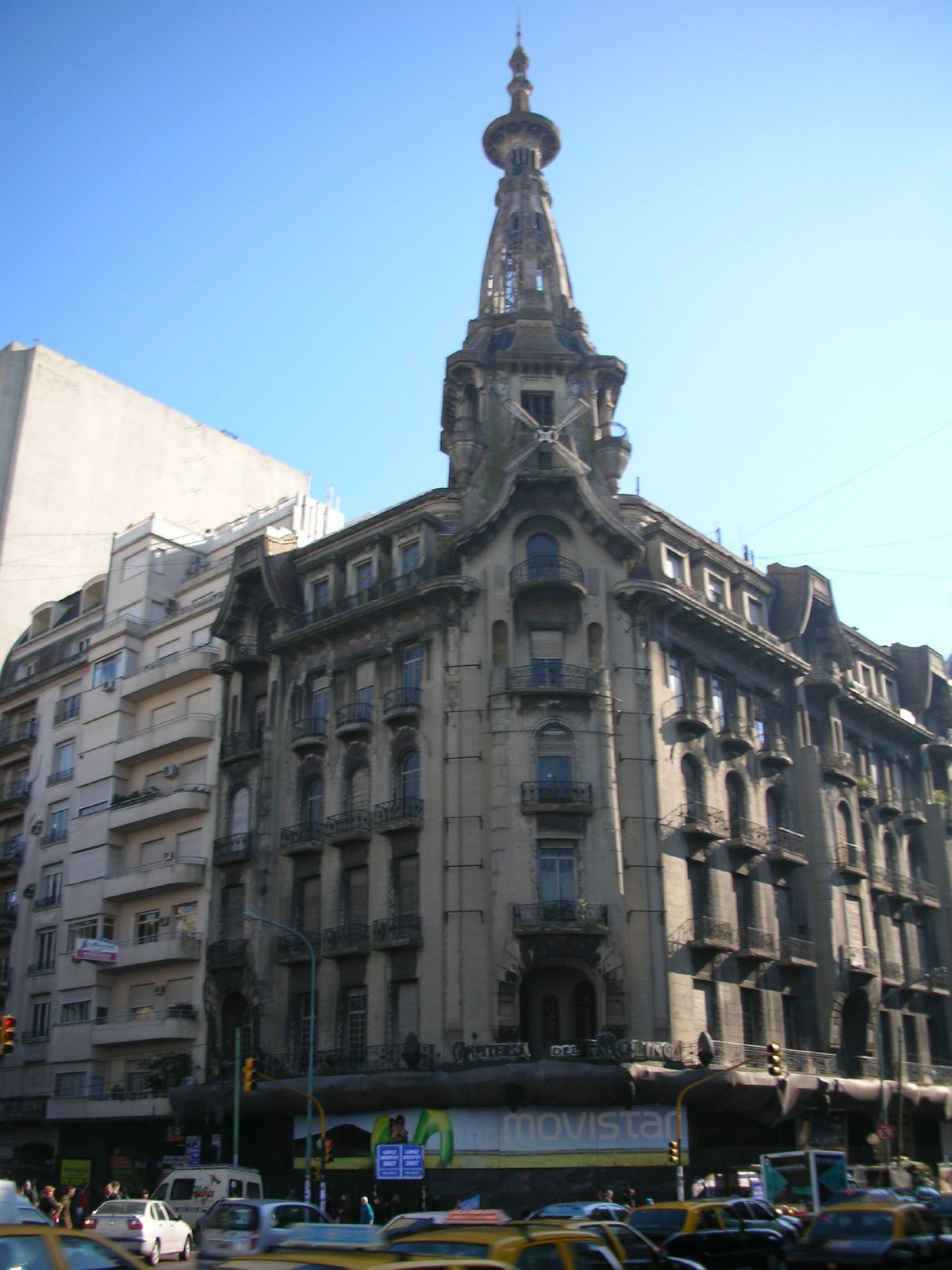
La Confitería del Molino.
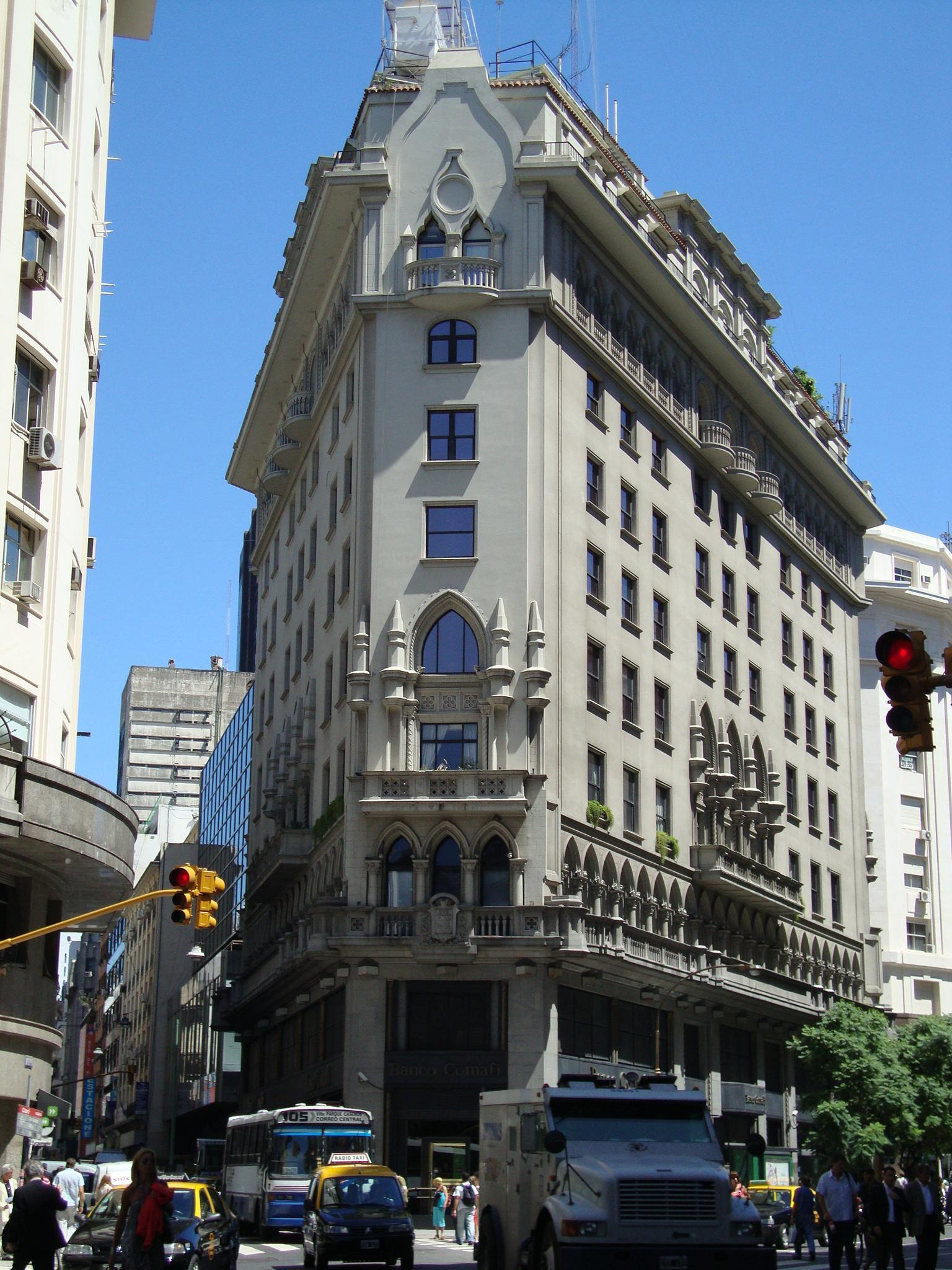
Palacio Italia-América.
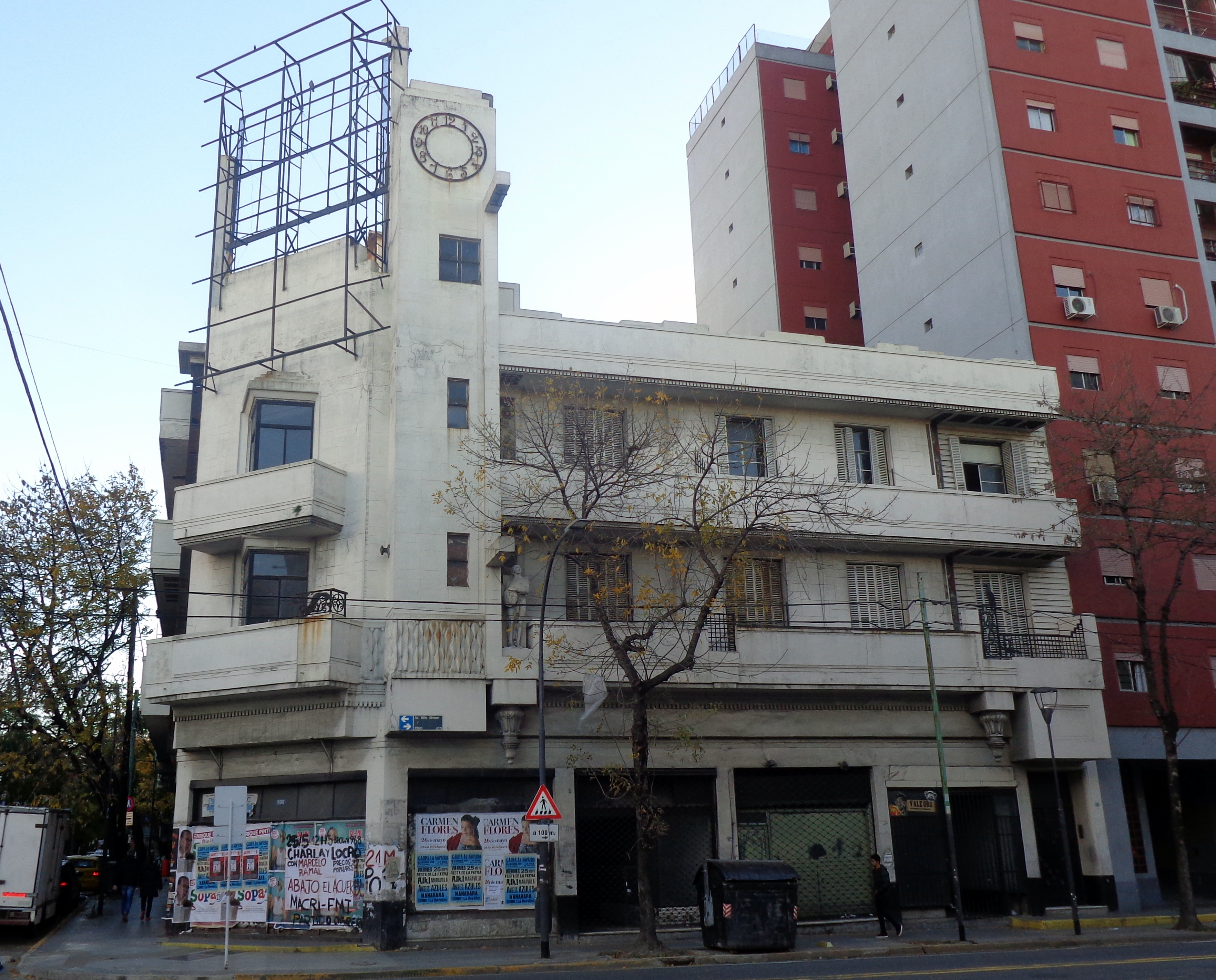
Pinzón 401-21, esquina Avenida Almirante Brown.